# Gamones
Gamones település Spanyolországban,  Zamora tartományban. Gamones Torregamones, Moralina, Luelmo és Argañín községekkel határos. Lakosainak száma 92 fő (2024).

## Népesség
A település népessége az utóbbi években az alábbiak szerint változott:
| Lakosok száma | 98   | 98   | 100  | 95   | 96   | 105  | 98   | 93   | 94   | 92   |
|               | 2001 | 2004 | 2007 | 2009 | 2012 | 2014 | 2017 | 2019 | 2022 | 2024 |